# صلاح السحيمات
صلاح السحيمات (1914-1966) سياسي أردني ولد مدينة الكرك جنوب الأردن كان أول من شغل منصب أمين عام مجلس الامة ما بين الأعوام 1946-1948 و 1951-1953 و 1961-1962 . انتخب نائباً عن مدينة الكرك في تموز 1963. بالإضافة إلى ترؤسه لجنة الشؤون الخارجية في مجلس النواب الاردني عمل في عدة مواقع منها وكيلاً عاماً لوزارة الداخلية ومديراً عاماً للمطبوعات. 

## حياته ومؤهلاته العلمية
تلقى تعليمه الابتدائي والاعدادي في مدرسة الكرك ثم أكمل تعليمه الثانوي في مدرسة السلط الثانوية، وحصل على دبلوم في الزراعة في بيروت، لبنان .

## خبرات أضافية
- وكيل وزارة الداخلية .
- مدير عاماً للمطبوعات والنشر .
- حاكماً عسكرياً لعدد من المناطق في فترات عصيبة ودقيقة من تاريخ الأردن .